# La Seconde Jeunesse de M. Brunell
Pour les articles homonymes, voir Babbitt.
Pour plus de détails, voir Fiche technique et Distribution.
La Seconde Jeunesse de M. Brunell (Babbitt) est un film américain réalisé par Harry Beaumont, sorti en 1924.

## Fiche technique
- Titre original : Babbitt
- Titre français : La Seconde Jeunesse de M. Brunell
- Réalisation : Harry Beaumont
- Scénario : Dorothy Farnum (en) d'après le roman Babbitt de Sinclair Lewis
- Photographie : David Abel
- Société de production : Warner Bros.
- Pays de production : États-Unis
- Format : Noir et blanc - 1,33:1 - Film muet
- Genre : drame
- Durée : 80 minutes
- Date de sortie : 1924

## Distribution
- Willard Louis : George F. Babbitt
- Mary Alden : Mrs. Myra Babbitt
- Carmel Myers : Tanis Judique
- Raymond McKee : Theodore Roosevelt Babbitt
- Maxine Elliott Hicks : Verona Babbitt
- Virginia Loomis : Tina Babbitt
- Robert Randall : Paul Reisling
- Cissy Fitzgerald : Mme Zilla Reisling
- Gertrude Olmstead : Eunice Littlefield
- Lucien Littlefield : Edward Littlefield
- Dale Fuller : Tillie
- Kathleen Myers : Miss McGoun